# Moritz Reinhard Drechsler
Moritz Reinhard Drechsler (* 27. September 1845 in Marienberg; † 16. Juni 1917 in Zschopau) war ein deutscher Politiker (Nationalliberale Partei). Er war Stadtrat in Zschopau und Mitglied des sächsischen Landtages.

## Leben und Wirken
Drechsler stammte aus dem Erzgebirge und war der Sohn des Mühlenbesitzers Christian Gotthold Drechsler, der zuletzt in Pockau lebte. Er ließ sich in Zschopau als Händler und Kaufmann nieder und verkaufte 1902 sein dortiges Kolonialwarengeschäft, um sich als Berufspolitiker nur noch dem öffentlichen Leben in seiner Heimatstadt und im Königreich Sachsen zu widmen.
Von 1905 bis 1909 war er für den 18. städtischen Wahlbezirk als Mitglied der Nationalliberalen Partei (NLP) in der Zweiten Kammer des sächsischen Landtags vertreten.
Verheiratet war er mit Clara Maria verwitwet gewesene Eichler geborene Mehner.